# Абонеев, Василий Васильевич
Васи́лий Васи́льевич Абоне́ев (род. 19 июля 1949, зерносовхоз им. Кирова, Труновский район, Ставропольский край) — российский животновод, доктор сельскохозяйственных наук, профессор, заслуженный деятель науки Российской Федерации (2006), член-корреспондент РАСХН (2012), член-корреспондент РАН (2014). Главный научный сотрудник лаборатории тонкорунного и полутонкорунного овцеводства отдела селекции, разведения овец и коз и информационного обеспечения племенного овцеводства и козоводства Всероссийского научно-исследовательского института племенного дела (с 2013 года) и главный научный сотрудник отдела разведения и генетики сельскохозяйственных животных Краснодарского научного центра по зоотехнии и ветеринарии (с 2013 года). Директор государственного научного учреждения «Ставропольский научно-исследовательский институт животноводства и кормопроизводства» Российской академии сельскохозяйственных наук (2003—2013).

## Биография
Родился 19 июля 1949 года в зерносовхозе им. Кирова Труновского района Ставропольского края.
- 1961—1972 — помощник комбайнёра зерносовхоза им. Кирова Труновского района Ставропольского края[источник не указан 2907 дней].
- 1966—1967 — токарь ЦРМ зерносовхоза им. Кирова Труновского района[источник не указан 2907 дней].
- 1967—1972 — окончил c отличием Ставропольский сельскохозяйственный институт по специальности зоотехния[источник не указан 2907 дней].
- 1972—1973 — зоотехник—селекционер зерносовхоза им. Кирова[источник не указан 2907 дней]
- 1973—1976 — аспирант очной формы обучения Всесоюзного НИИ овцеводства и козоводства[источник не указан 2907 дней].
- 1976—1979 — научный сотрудник отдела тонкорунного овцеводства Всесоюзного НИИ овцеводства и козоводства.
- 1978 — защита кандидатской диссертации при Кубанском ГАУ на тему: «Результаты скрещивания маток ставропольской породы с австралийскими мериносами»[3].
- 1979—1984 — ассистент кафедры крупного животноводства, овцеводства и общей зоотехнии Ставропольского СХИ
- 1984—1992 — доцент кафедры общей зоотехнии.
- 1992—1998 — декан зооинженерного факультета, профессор, заведующий кафедрой разведения и генетики Ставропольского СХИ.
- 1992 — защита докторской диссертации при диссовете Московской сельскохозяйственной академии им. К. А. Тимирязева на тему «Совершенствование тонкорунных овец племенных и товарных стад Северного Кавказа»[3].
- 1993 — профессор.
- 1998—2002 — заведующий кафедрой разведения и генетики Ставропольского государственного аграрного университета.
- 2002 — заместитель директора по научной работе Ставропольского НИИ животноводства и кормопроизводства[2].
- 2003—2013 — директор Ставропольского НИИ животноводства и кормопроизводства[1].
- с 2013 по н/в — главный научный сотрудник ФГБНУ Краснодарский научный центр по зоотехнии и ветеринарии (бывший Северо-Кавказский НИИ животноводства) и Всероссийского НИИ племенного дела.

## Основные работы
Автор более 330 научных публикаций, в том числе 26 монографий, 25 патентов на изобретения, 22 рекомендаций и программ. Соавтор шерстно-мясного типа овец восточно-манычской породы манычский меринос, шерстно-мясной породы джалгинский меринос и полутонкорунной породы западно-сибирская мясная. Под его руководством защищено более 100 дипломных работ, 22 кандидатские и 16 докторских диссертаций..
- Австралийские мериносы в тонкорунном овцеводстве Ставрополья/ соавт. : М. И. Санников — Ставрополь, 1979. — 96 с
- Биохимический полиморфизм в селекции коз / соавт. Л. В. Ольховская; Ставроп. НИИ животноводства и кормопроизводства. — Ставрополь, 2007. — 188 с.
- Северокавказская мясо-шёрстная порода овец / соавт. И. И. Селькин. — Ставрополь, 2007. — 173 с.
- Всё о баранине / соавт.: А. В. Кильпа и др.; Ставроп. НИИ животноводства и кормопроизводства. — Ставрополь, 2010. — 149 с.
- Прогнозирование продуктивности, воспроизводства и резистентности овец / соавт.: А. И. Ерохин и др.- М.,2010. — 351 с.
- Приёмы и методы повышения конкурентоспособности товарного овцеводства / соавт.: Л. Н. Скорых, Д. В. Абонеев; Ставроп. НИИ животноводства и кормопроизводства. — Ставрополь, 2011. — 337 с.
- Техногенез и адаптация / соавт.: Л. Н. Чижова и др. — Ставрополь, 2012. — 173 с.
- Генетические основы высокой продуктивности овец и коз / соавт.: Л. Н. Чижова и др. — Ставрополь,2015. — 256 с.

## Награды и звания
- Член-корреспондент Россельхозакадемии (2012)[1]
- Член-корреспондент РАН (2014)
- Заслуженный деятель науки Российской Федерации (2006)
- Золотая медаль «За вклад в развитие агропромышленного комплекса России» (2009)
- Медаль «За вклад в развитие агропромышленного комплекса Ставропольского края» (2009)
- Почётная грамота Российской академии наук (26 июня 2024) — за многолетний плодотворный труд на благо сельскохозяйственной науки в области животноводства, активную пропаганду научных исследований и в связи с юбилеем
- Дипломы Россельхозакадемии за лучшие научные разработки (2003,2007)[1]
- Почётный профессор Донского аграрного университета (2005)[источник не указан 2907 дней]
- Ветеран труда (2008)[источник не указан 2907 дней]
- Почётные грамоты РАСХН, МСХ РФ, МСХ Ставропольского края и др. краёв и областей РФ, золотые и серебряные медали ВВЦ[источник не указан 2907 дней]

## Общественная деятельность с 1992 года
Председатель и член экспертных комиссий Всероссийских выставок племенных овец и коз, член совета директоров Национального союза овцеводов, председатель секции овцеводства и козоводства РАСХН и председатель методической комиссии по овцеводству и козоводству секции зоотехнии и ветеринарии Отделения сельскохозяйственных наук РАН, член совета при Губернаторе Ставропольского края, член коллегии МСХ Ставропольского края, член редколлегии журнала «Овцы, козы и шерстяное дело», консультант БРЭ и др.